# Asako O
Asako O (16 de dezembro de 1987) é uma basquetebolista profissional japonesa.

## Carreira
Asako O integrou a Seleção Japonesa de Basquetebol Feminino, na Rio 2016, que terminou na oitava posição.